# Okořín
Okořín (německy Ukkern) je malá vesnice, část obce Strupčice v okrese Chomutov. Nachází se asi dva kilometry západně od Strupčic v údolí Srpiny. V roce 2011 zde trvale žilo 105 obyvatel ve 48 domech.
Okořín leží v katastrálním území Strupčice o výměře 11,89 km².

## Název
Název vesnice vznikl odvozením z osobního jména Okora ve významu Okorův dvůr. V historických pramenech se jméno vyskytuje ve tvarech: de Okorzina (1318), von Ukkereyn (1382), in villa Okorzin (1437), Wokorzen (1542), w Okoržanech (1555), ve vsi Okoržinie jinak Okhern (1585), Wokoržany (1621), Ukra nebo Ukern (1787) a Ukern nebo Ukkern (1846).

## Historie

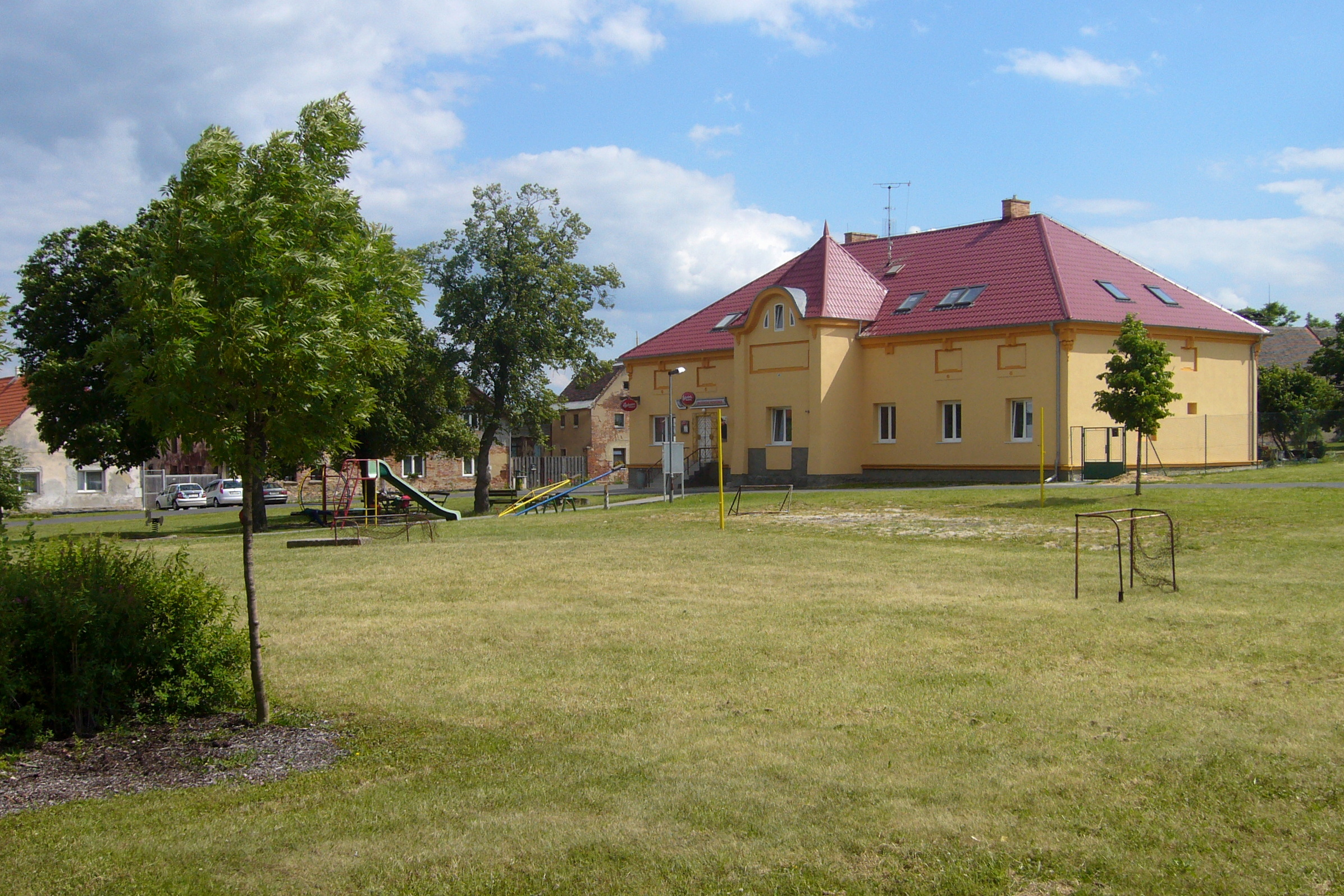
Budova bývalé školy, dnes hospoda

Okořín je v písemných pramenech poprvé zmiňován v letech 1316 a 1318 v majetku mana mosteckého hradu Hanuše z Okořína. Další zmínky o vesnici se nacházejí v přídomcích drobné šlechty, ke které patřili roku 1368 Arnold z Okořína a roku 1382 bratři Aleš, Arnold a Hanuš z Okořína. Zpráva z roku 1437 obsahuje informaci o sporech o okořínskou odúmrť po jakési Barboře Strupínové. Roku 1459 Jan z Ročova prodal, se svolením krále, svůj okořínský poplužní dvůr a v roce 1470 ve vsi sídlil Jan Čech z Kutntálu. Další majitelkou byla Anna z Fictumu, která po sňatku s Martinem z Johnu prodala roku 1539 zdejší tvrz se dvorem a částí vesnice Šebestiánovi z Veitmile.

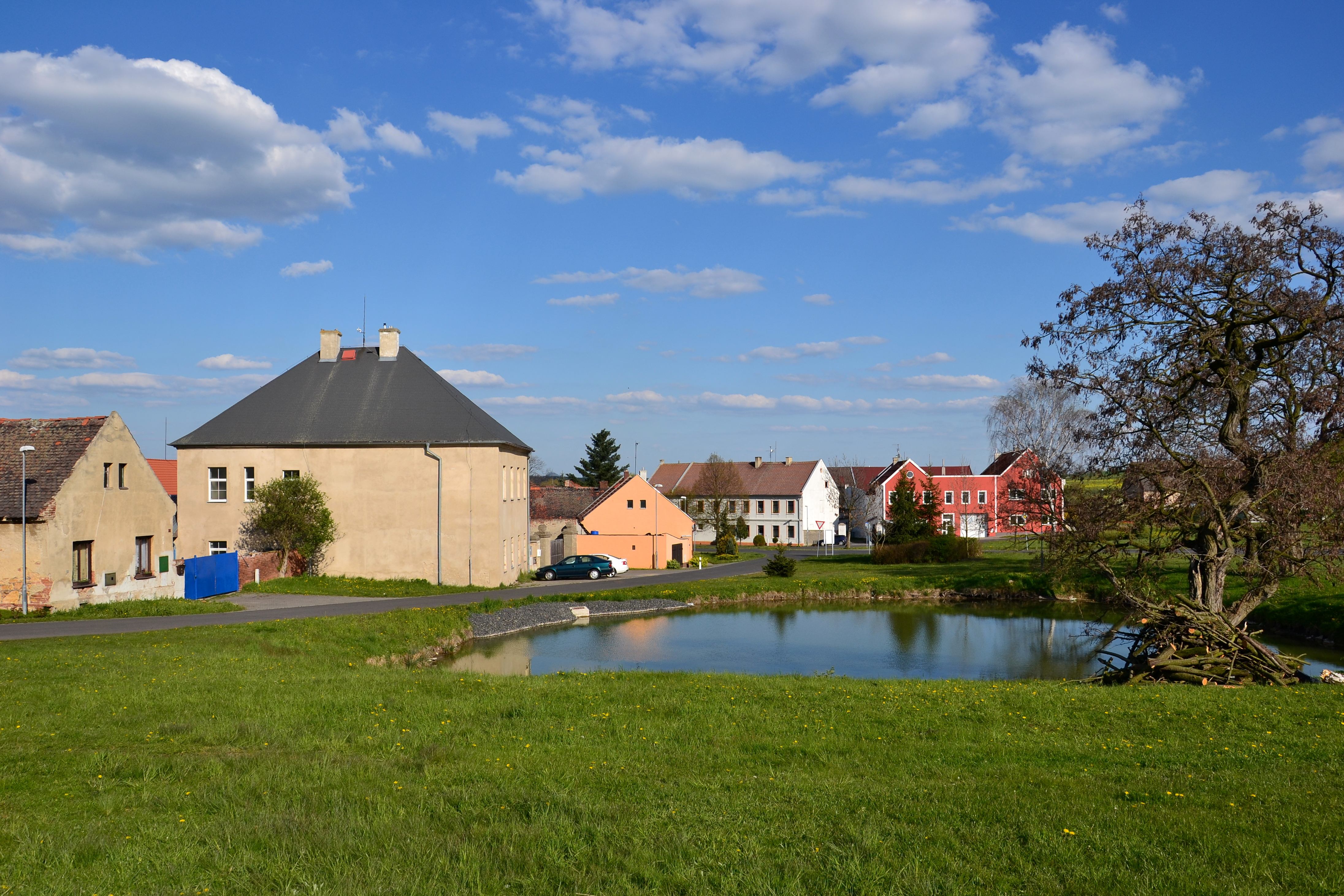
Náves

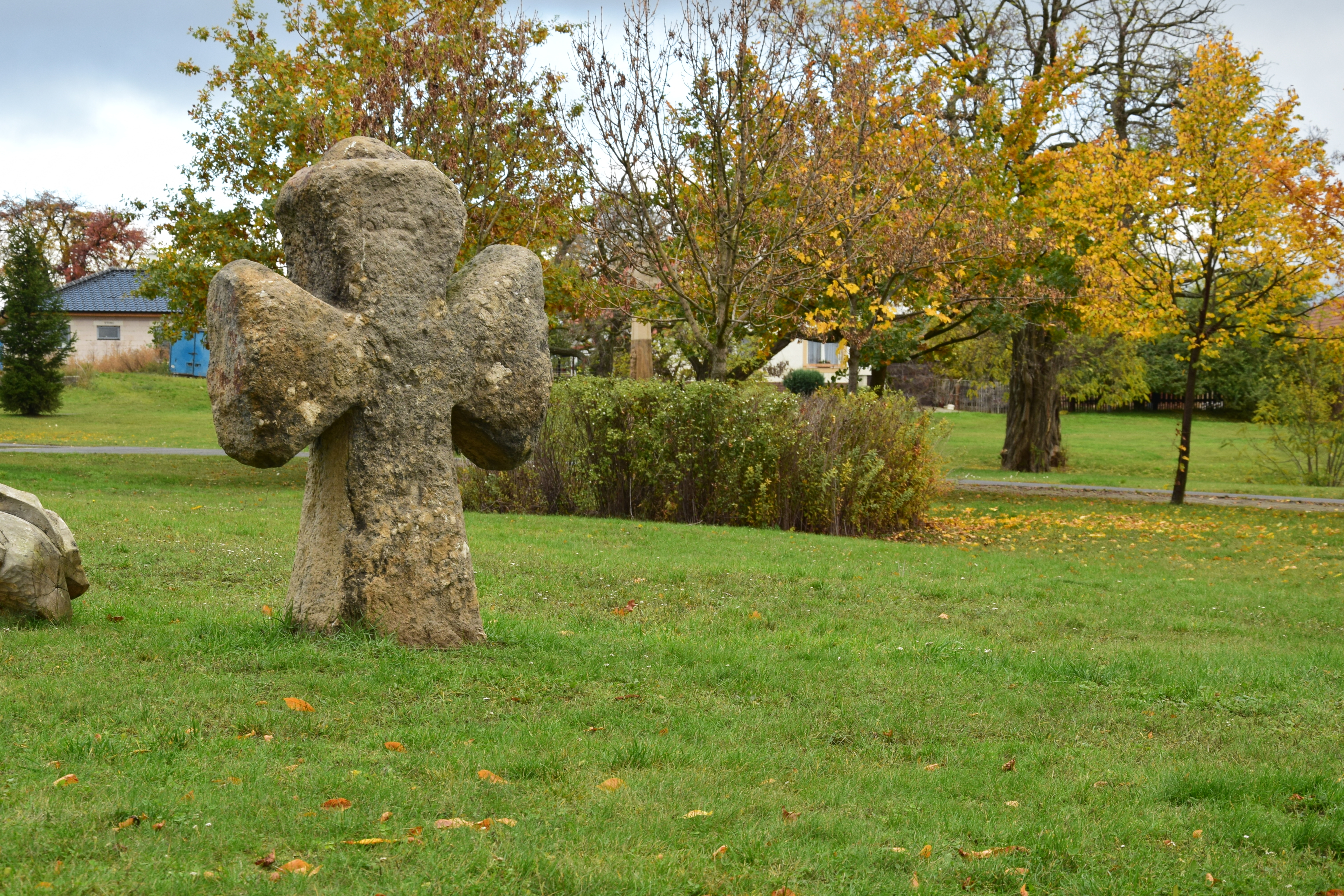
Smírčí kříž

Od té doby byl Okořín rozdělen na dvě části: první patřila k chomutovskému a později k mosteckému panství, zatímco druhá část náležela k Červenému hrádku. Spojit je do jediného celku se podařilo Václavovi Strojetickému ze Strojetic, který získal červenohrádeckou část, když ji roku 1565 koupila jeho manželka. Mostecký díl s pustou tvrzí koupil sám od Ladislava staršího z Lobkovic. Václav poté Okořín spravoval ze svého běšického panství. Tvrz údajně stávala nad rybníkem u silnice do Jirkova.
Následující osudy vsi jsou nejasné, ale v berní rule z roku 1654 je jako majitel uveden Adam Loubský z Lub. Vesnice tehdy byla v dobrém stavu a po třicetileté válce byly pusté jen dvě usedlosti. Žilo zde sedm sedláků, čtrnáct chalupníků a jeden zahradník. Dohromady měli sedmnáct potahů, 23 krav, 25 jalovic, 56 ovcí, 39 prasat a 22 koz. Na polích se pěstovalo žito a pšenice a jeden z chalupníků měl šenk.
Roku 1662 František Loubský z Lub Okořín prodal Janu Adamu Hrzánovi, majiteli Červeného hrádku. K zámeckému panství potom vesnice patřila až do zrušení poddanství. Podle díla Johanna Gottfrieda Sommera z roku 1846 v Okoříně žilo 204 obyvatel ve čtyřiceti domech. V letech 1824–1857 se ve zdejší cihelně vyráběly cihly, ale provoz nedokázal konkurovat levnějším výrobkům ze Strupčic, a byl uzavřen.
Zemědělský charakter vesnice přetrvával i na konci devatenáctého století. Orná půda zaujímala 92 % katastrálního území. Pěstoval se především ječmen a pšenice, v menší míře oves, brambory a žito. Po otevření cukrovaru v Havrani se začala pěstovat cukrová řepa. Významný byl chov dobytka. Ve vsi však také pracovalo 24 řemeslníků, dva kramáři, dva hostinští, pět obchodníků a sedm továrních dělníků.

### Hnědouhelné doly

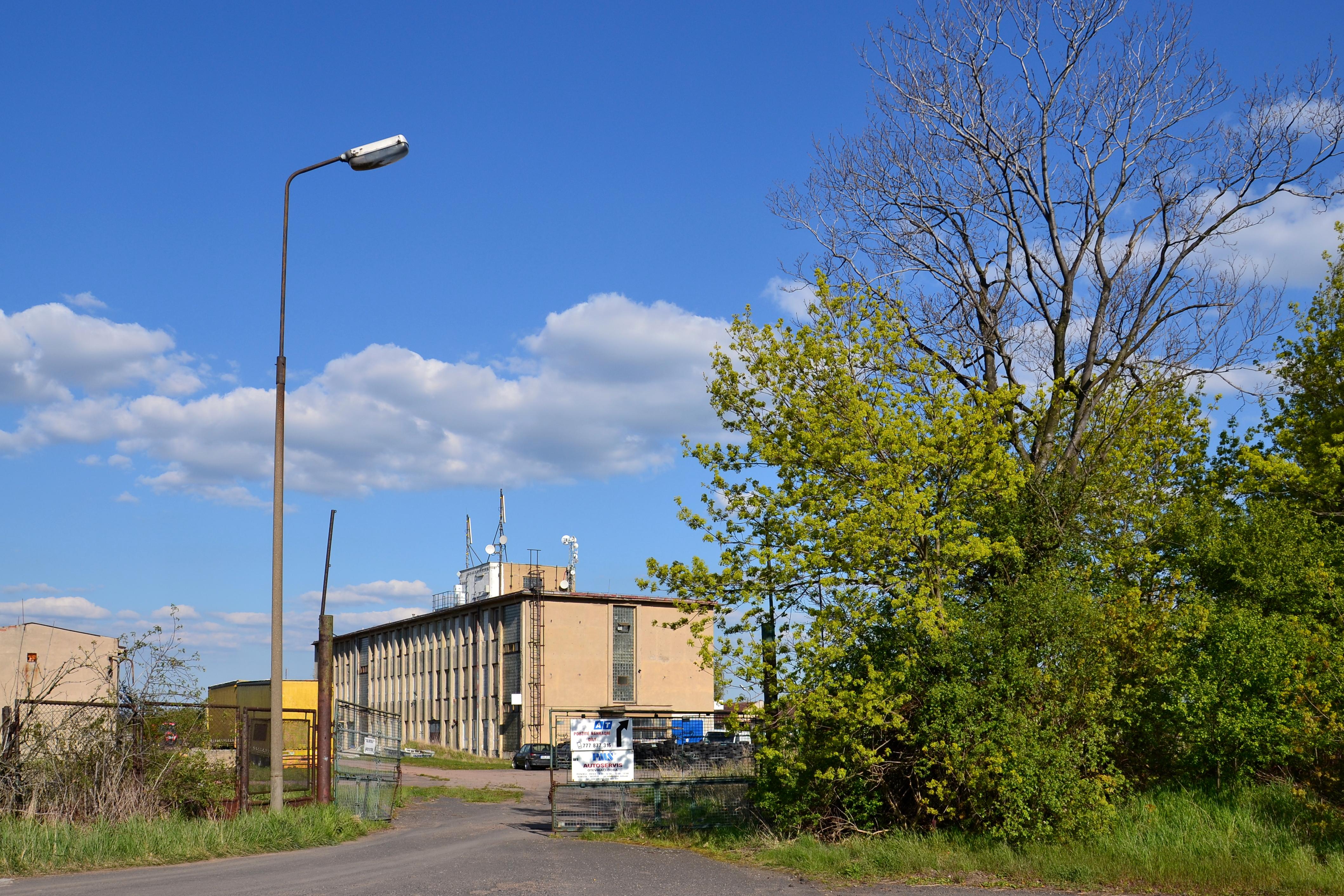
Areál bývalého dolu Běta

U vesnice bývaly dva poměrně velké hnědouhelné doly. Důl Běta založilo v roce 1918 Hnědouhelné těžařstvo ve Vrskmani a nacházel se mezi Okořínem a Pohlodami. Sloj v hloubce okolo 65 metrů, kterou důl dobýval, byla mocná 2 až 2,5 metru. Vytěžené uhlí se vlečkou odváželo do Vrskmaně. Roční produkce se pohybovala od 50 000 do 313 000 tun uhlí. V roce 1935 byly zdejším zaměstnancům v důsledku hospodářské krize omezovány pracovní směny, a horníci proto vstoupili do hladové stávky za zachování pracovní doby. S jednou přestávkou stávka trvala od 6. do 23. listopadu a skončila dohodou s vedením podniku.
Do roku 1940 se v dole Běta vytěžilo 1 800 000 tun uhlí a o rok později byl sloučen s menším dolem Elektra, který roku 1922 založila Společnost duchcovsko-podmokelské dráhy půl kilometru severně od Okořína. Důl před sloučením vytěžil 550 000 tun uhlí. Spojené doly potom tvořily občas samostatný podnik, jindy byly součástí chomutovského dolu Jan Žižka. Provoz dolu byl ukončen v dubnu 1977.

### Dvacáté století
Před druhou světovou válkou se ve vsi rozšířila podpora Sudetoněmecké strany. Československá armáda Okořín opustila 8. října 1938 a ihned poté byla zrušena česká základní i mateřská škola. Německá škola proto musela být rozšířena o druhou třídu. Podle místního sčítání obyvatel ve vsi žilo 368 lidí. Válka do života zasáhla odchodem mužů na frontu, ale také odvody koní, dobytka a odevzdáním obou zvonů z kaple Panny Marie. Ve starém areálu dolu Běta byl zřízen zajatecký tábor, kterým během války prošlo 700 zajatců. Dva ruští zajatci se v únoru roku 1943 pokusili o útěk, ale po krátké době byli dopadeni a zastřeleni. Od roku 1943 fungoval malý zajatecký tábor pro devět Rusů v domě K. Schrögla a během polních pracích přicházeli na okořínská pole pracovat také zajatci z Kyjic. Vesnici postihlo i bombardování. Nálety v srpnu 1943 a 21. července 1944 nezpůsobily větší škody, ale 12. září 1944 jedna z bomb poškodila dům, zničila hospodářské budovy a způsobila smrt dvou lidí. Německá armáda vesnici opustila 8. května 1945 a Rudá armáda dorazila 9. května v časných ranních hodinách.
V roce 1981 bylo rozhodnuto o rozšíření Lomu Jan Šverma, kterému měl Okořín ustoupit. Rozhodnutí o likvidaci bylo roku 1989 zrušeno, a vesnice se začala znovu rozvíjet.

## Obyvatelstvo
V roce 1910 nežil v Okoříně žádný Čech. Při sčítání lidu v roce 1921 zde žilo 284 obyvatel (z toho 128 mužů), z nichž bylo třicet Čechoslováků, 251 Němců a tři cizinci. Kromě dvou evangelíků patřili k římskokatolické církvi. Podle sčítání lidu z roku 1930 měla vesnice 392 obyvatel: 96 Čechoslováků, 285 Němců, jednoho příslušníka jiné národnosti a deset cizinců. Výrazně převažovala římskokatolická většina, ale po čtyřech lidech se hlásilo k církvi evangelické, československé a dalším neuvedeným církvím. Bez vyznání bylo 25 obyvatel.
|                                                                         | 1869 | 1880 | 1890 | 1900 | 1910 | 1921 | 1930 | 1950 | 1961 | 1970 | 1980 | 1991 | 2001 | 2011 | 2021 |
| ----------------------------------------------------------------------- | ---- | ---- | ---- | ---- | ---- | ---- | ---- | ---- | ---- | ---- | ---- | ---- | ---- | ---- | ---- |
| Obyvatelé                                                               | 239  | 243  | 235  | 262  | 299  | 284  | 392  | 262  | 206  | 177  | 134  | 82   | 116  | 105  | 146  |
| Domy                                                                    | 41   | 43   | 43   | 49   | 49   | 48   | 76   | 72   | .    | 49   | 41   | 42   | 44   | 48   | 55   |
| Počet domů z roku 1961 je zahrnut v celkovém počtu domů obce Strupčice. |      |      |      |      |      |      |      |      |      |      |      |      |      |      |      |

## Obecní správa a politika
Roku 1850 se Okořín stal samostatnou obcí, ale při sčítání lidu v letech 1869–1890 byl osadou Všestud. Podle Zdeny Binterové se obcí podruhé stal už roku 1889. Od roku 1960 je částí obce Strupčice.
Dne 22. května 1938 se konaly volby do obecních zastupitelstev. Z rozdělených 239 hlasů v Okoříně získaly 167 hlasů Sudetoněmecká strana, 39 hlasů Komunistická strana Československa a 33 hlasů jiné české strany.

## Pamětihodnosti

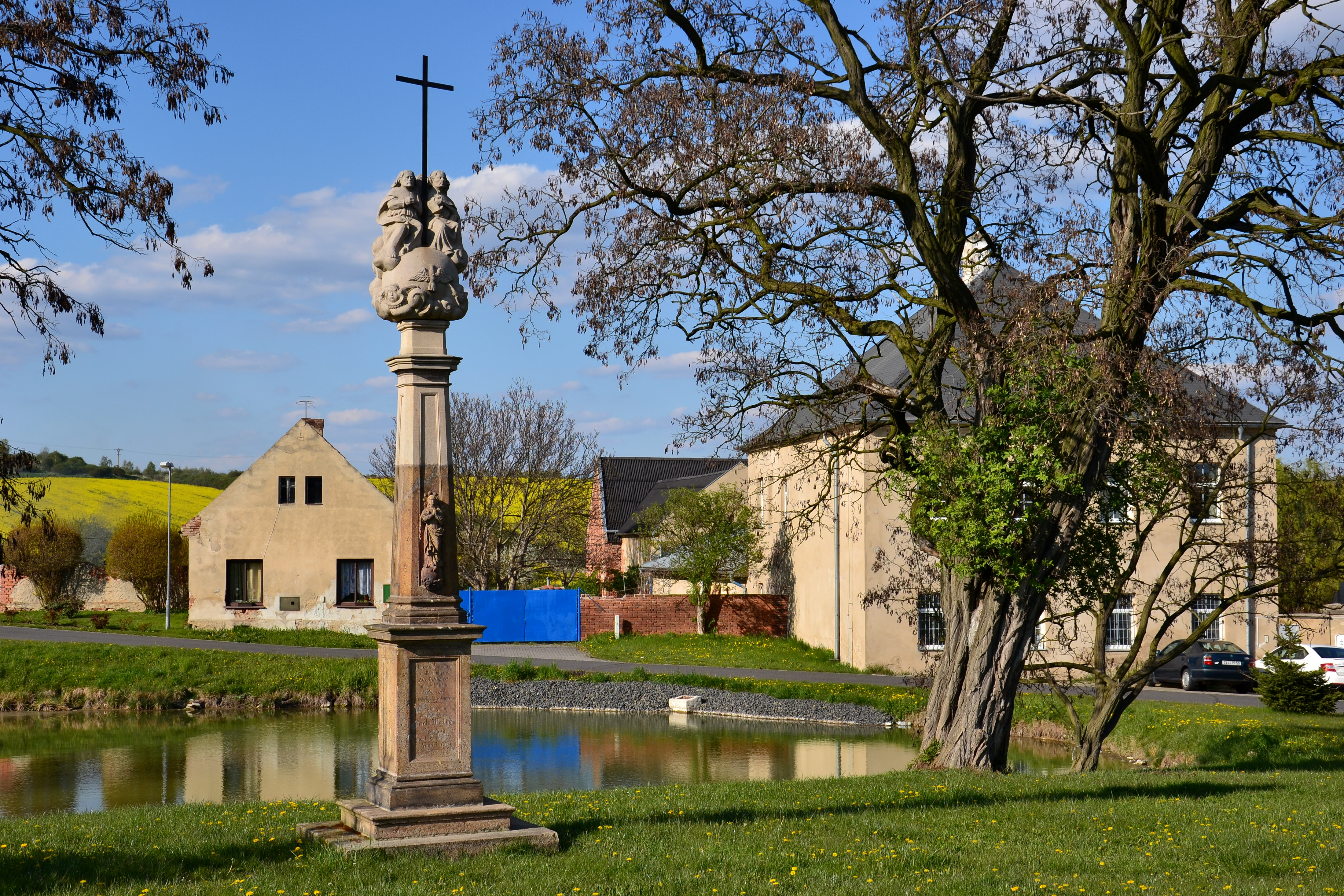
Sloup Nejsvětější Trojice na návsi

Uprostřed vesnice stávala kaple Panny Marie Bolestné z počátku devatenáctého století. Západní průčelí členily toskánské pilastry a nad vchodem se zdvihala kamenná zvonice. Interiér byl zaklenutý plackovou klenbou. Zbořena byla na počátku šedesátých let dvacátého století. Na návsi tak zůstal pouze mariánský sloup z roku 1860 a smírčí kříž, který stával u silnice do Jirkova. V roce 2020 byla zrekonstruována a znovu postavena boží muka z roku 1583, která původně stávala u cesty do tzv. Lumpu.